# Glena
Glena is een geslacht van vlinders uit de familie spanners (Geometridae). De wetenschappelijke naam van het geslacht is voor het eerst geldig gepubliceerd in 1896 door George Duryea Hulst.
De typesoort van het geslacht is Anagoga cognataria Hübner, 1831.

## Soorten
- G. agria Rindge, 1967
- G. alpinata McDunnough, 1938
- G. arcana Rindge, 1958
- G. asaccula Rindge, 1967
- G. basalis Rindge, 1967
- G. bipennaria Guenée, 1858
- G. bisulca Rindge, 1967
- G. brachia Rindge, 1967
- G. bulla Rindge, 1967
- G. cognataria Hübner, 1825
- G. cretacea Butler, 1881
- G. cribrataria Guenée, 1858
- G. demissaria Walker, 1860
- G. dentata Rindge, 1967
- G. effusa Rindge, 1967
- G. furfuraria Hulst, 1888
- G. gampsa Rindge, 1967
- G. gemina Rindge, 1967
- G. granillosa Dognin, 1902
- G. grisearia Grote, 1883
- G. hima Rindge, 1967
- G. interpunctata Barnes & McDunnough, 1916
- G. juga Rindge, 1967
- G. labecula Rindge, 1867
- G. laticolla Rindge, 1967
- G. lora Rindge, 1967
- G. macdunnougharia 1952
- G. mcdunnougharia Sperry, 1952
- G. megale Rindge, 1967
- G. mielkei 2010
- G. mopsaria Schaus, 1913
- G. nepia Druce, 1892
- G. nigricaria (Barnes & McDunnough, 1913)
- G. plumosaria Packard, 1874
- G. quadrata Rindge, 1967
- G. quinquelinearia Packard, 1874
- G. sacca Rindge, 1967
- G. subannulata Prout, 1910
- G. sucula Rindge, 1967
- G. totana Rindge, 1967
- G. trapezia Rindge, 1967
- G. turba Rindge, 1967
- G. tyrbe Rindge, 1967
- G. uncata Rindge, 1967
- G. unipennaria Guenée, 1857
- G. vesana Rindge, 1967
- G. zweifeli Rindge, 1965